# Franz Niklaus König

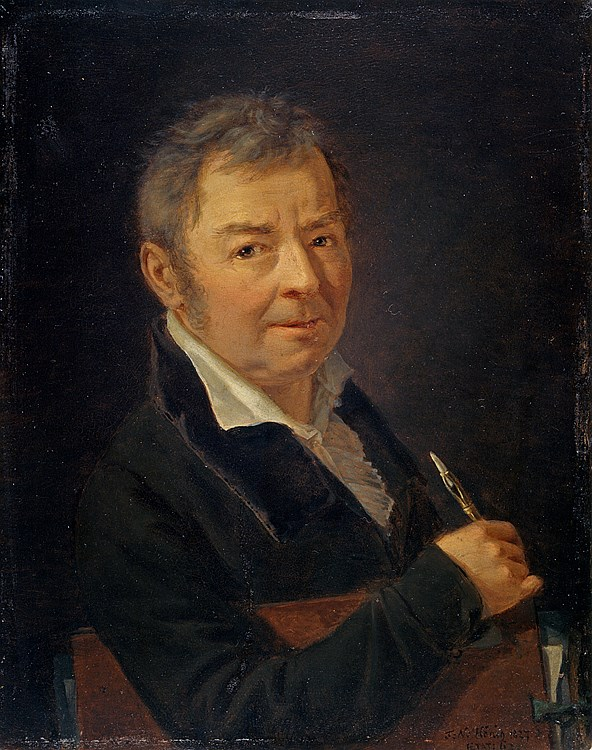
Franz Niklaus König, Selbstbildnis (1827)

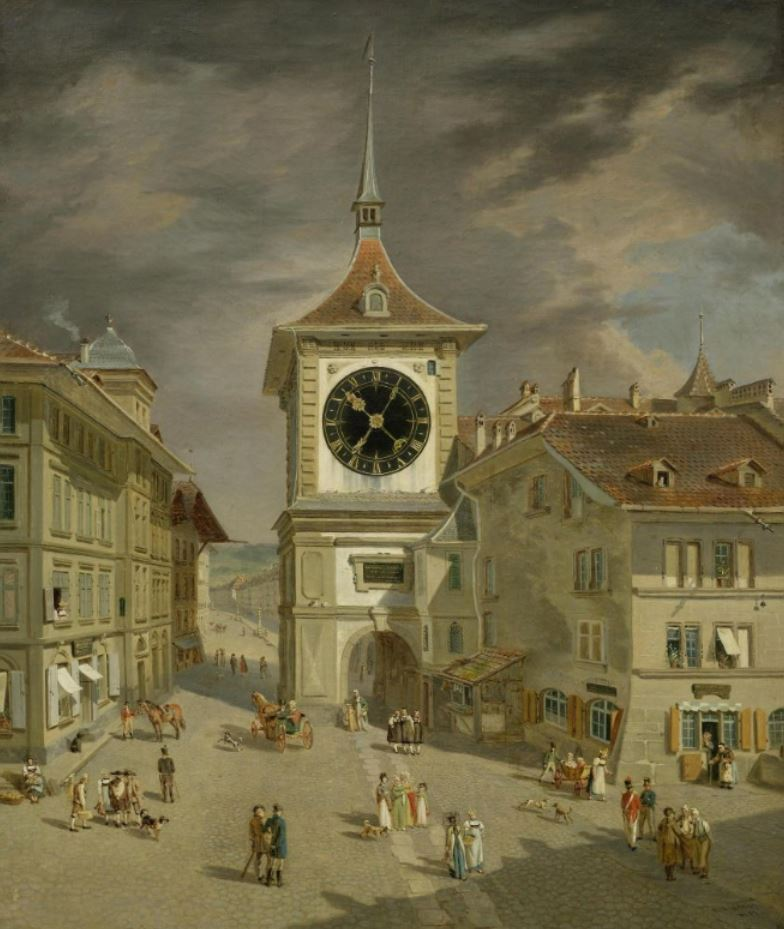
Franz Niklaus König, der Zytglogge von Westen (1817)

Franz Niklaus König (* 6. April 1765 in Bern; † 27. März 1832) war ein Schweizer Genre- und Porträtmaler.

## Biografie
Franz Niklaus König liess sich bei Tiberius und Marquard Wocher, Sigmund Freudenberger und Balthasar Anton Dunker ausbilden. Danach machte er sich einen Namen durch Trachtenbilder, ländliche Genreszenen und Landschaftsdarstellungen. Erfolg hatte er mit seinen Transparentbildern, die er auf Reisen in der Schweiz, Deutschland und Frankreich gegen Eintrittsgeld vorführte. Johann Heinrich Meyer und Goethe, für den er eine private Vorführung gab, würdigten die modischen Transparentgemälde Königs. 1797 zog er mit seiner Familie ins Berner Oberland und 1798 nahm er als Hauptmann der Artillerie am Kampf gegen die Franzosen teil. 
König gehörte zu den Initianten der ersten Unspunnenfeste von 1805 und 1808. Auf der Reise nach Interlaken begleitete ihn 1808 sein Freund Marquard Wocher, der sich im Städtchen Thun für sein Panorama inspirieren liess.

## Werke (Auswahl)
- 1810: Tellskapelle am Vierwaldstättersee; Aquarell auf Papier; Kunstmuseum Bern
- 1810: Die Jacobsfeuer am Brienzersee; Aquarell auf Papier; Kunstmuseum Bern